# Alger, Ohio
Alger là một làng thuộc quận Hardin, tiểu bang Ohio, Hoa Kỳ. Năm 2010, dân số của làng này là 860 người.

## Dân số
- Dân số năm 2000: 888 người.
- Dân số năm 2010: 860 người.